# Dolichopus eurypterus
Dolichopus eurypterus är en tvåvingeart som beskrevs av Gerstaecker 1864. Dolichopus eurypterus ingår i släktet Dolichopus och familjen styltflugor. Inga underarter finns listade i Catalogue of Life.